# Al-Arisza (poddystrykt)
Al-Arisza – jedna z 7 jednostek administracyjnych trzeciego rzędu (nahijja) dystryktu Al-Hasaka w muhafazie Al-Hasaka w Syrii.
W 2004 roku poddystrykt zamieszkiwało 30 544 osób.